# Melkers
Melkers ist ein Ortsteil von Rippershausen  im Landkreis Schmalkalden-Meiningen in Thüringen.

## Lage
Melkers liegt östlich von Rippershausen am Fuß des Herpfer Waldes und im Tal der Herpf. Über die Landesstraße 1124 (Meiningen–Tann) und die Kreisstraße 2520 ist der Ortsteil verkehrsmäßig zu erreichen.

## Geschichte
Am 4. Oktober 1309 ist das Dorf erstmals urkundlich erwähnt worden. In Melkers, das zum hennebergischen Amt Wasungen gehörte, hatten die Grafen von Henneberg-Schleusingen bereits 1317 Besitzungen. 1335 folgten weitere Gütererwerbungen. Jedoch ging der Ort zum größten Teil später in adlige Hände über, stand aber weiterhin unter dem Schutz des Amtes, welches ab 1680 zum Herzogtum Sachsen-Meiningen gehörte. Die vogteiliche Gerichtsbarkeit lag bei den Herren von Diemar.
Der Ortsteil hatte im Jahr 2012 eine Einwohnerzahl von 350 Personen.